# Armă chimică
Arme chimice sunt arme de distrugere în masă ce conțin substanțe chimice toxice care pot cauza moartea, incapacitatea permanentă sau temporară la om sau la animale, precum și munițiile și dispozitivele, orice echipamente concepute special pentru a fi utilizate în răspândirea acestor toxine . 

## Tipuri
După efectul pe care-l produc asupra organismului uman, agenții chimici de luptă se împart în agenți toxici, agenți paralizanți și agenți psihochimici.

### Agenți toxici
- sufocanți: produc în general moartea sau intoxicații grave prin inhalare (clor, fosgen)
- sangvini: acționează prin inhalare și se distribuie în organism prin intermediul sângelui (acid cianhidric, arsină)
- vezicanți: sunt substanțe uleioase ce acționează prin inhalare de aerosoli sau prin contact cu pielea (iperită sau gaz muștar, lewisită.
- neurotoxici:  produc paralizia mușchilor care asigură deplasarea, a celor respiratorii și a mușchiului cardiac. 
  - seria G: tabun, sarin, soman, ciclosarin
  - seria V:  Gaz VX.

### Agenți paralizanți
- Benzilat de 3-chinuclidinil:  este un agent anticolinergic care afectează sistemul nervos central și cel periferic; este împrăștiat sub formă de aerosol.

### Agenți psihochimici
Sunt în general arme neletale cu proprietăți incapacitante, depresive, halucinogene, care scot din luptă trupele inamice prin provocarea de psihoze individuale sau de grup. Folosirea lor nu este interzisă de nici un tratat internațional. În general se folosesc ca aerosoli (ex. LSD, scopolamină și alți derivați ai opiului, precum fentanil, morfina, afrodiziace puternice .  